# Wolfpassing (Herrschaft)
Die Herrschaft Wolfpassing war eine Grundherrschaft im Viertel ober dem Wienerwald im Erzherzogtum Österreich unter der Enns, dem heutigen Niederösterreich.

## Ausdehnung
Die Herrschaft, die mit den Herrschaften Perwarth und Reinsperg, dem Gut Steinakirchen am Forst und weiteren Gülten im Viertel ober dem Manhartsberg vereint war, umfasste zuletzt die Ortsobrigkeit über Brünning, Klein-Erlauf, Etzerstetten, Figelsberg, Haberg, Loising, Lohnitzberg, Scholledt, Steinakirchen, Stetten, Straß, Thorwarting, Thurhofglosen, Wolfpassing, Zarnsdorf, Feldbrach und Ochsenbach als Gemeinden der Herrschaft Wolfpassing; als Gemeinden der Herrschaft Perwarth: Griesperwarth, Kepelberg, Mitterberg, Nebetenberg, Reidling, Reidlingberg, Reidlingdorf, Hinterleithen, Kaisitzberg, Schlott und Zehethof. Zur Herrschaft Reinsperg: Buchberg, Gries bei Wang, Höfling, Kerschenberg, Mitterberg, Reinsperg, Reitering, Robitzboden, Schaiten und Thurhof bei Wang. Der Sitz der Verwaltung befand sich im Schloss Wolfpassing.

## Geschichte
Letzter Inhaber der Familienfideikommissherrschaft war Kaiser Ferdinand I., sein Oberbeamter war Michael Gründlinger. Nach den Reformen 1848/1849 löste sich die Herrschaft auf.